# مستوى الطور

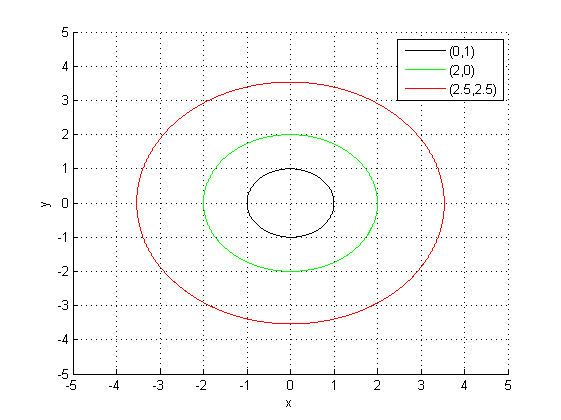

في الرياضيات التطبيقية، وبشكل خاص في تحليل الأنظمة غير الخطية، يقدم مستوى الطور عرضًا مرئيًا لخصائص معينة لبعض أنواع المعادلات التفاضلية؛ وهو عبارة عن مستوى إحداثيات ذو محاور تمثل قيم متغيرات الحالة، على سبيل المثال (س ، ص)، أو (ف ، ع) إلخ (أي زوج من المتغيرات). وهو عبارة عن الحالة ثنائية الأبعاد لـ فضاء الطور ذو الـ n بعد. 
إن طريقة مستوي الطور تشير إلى أو تعبر عن التحديد الرسومي أو البياني لوجود دورات حدودية في حلول المعادلات التفاضلية.
إن حلول المعادلة التفاضلية هي عبارة عن مجموعة من الدوال. وبيانياً، يمكن رسم تلك الحلول في مستوى الطور مثل حقل شعاعي ثنائي الأبعاد. حيث يتم رسم المتجهات التي تمثل مشتقات النقاط فيما يتعلق بالمعامل (ولنقل أنه الزمن t)، أي (dx / dt ، dy / dt)، عند نقاط تمثيلية. مع وجود ما يكفي من هذه الأسهم في مكانها، يمكن تصوّر سلوك النظام فوق مناطق المستوى في التحليل ويمكن تحديد الدورات المحددة بسهولة. 
بهذه الطريقة، تكون مستويات الطور مفيدة في تصور سلوك الأنظمة الفيزيائية. في هذه النماذج، يمكن لمسارات الطور أن «تدور في» باتجاه الصفر، أو «تتجه إلى الخارج» نحو اللانهاية، أو تصل إلى مواقف مستقرة محايدًا تسمى المراكز حيث يمكن أن يكون المسار الذي يتم تتبعه إما دائريًا، أو إهليلجيًا، أو بيضاويًا، أو نوعًا مختلفًا منه. وهذا مفيد في تحديد ما إذا كانت الديناميكيات مستقرة أم لا.